# مكارم الديري
مكارم محمود نصر الدين الديري (1950-) الأستاذ بكلية الدراسات الإسلامية بجامعة الأزهر، عضو رابطة الأدب الإسلامية العالمية، ورئيس وحدة البحوث باللجنة الإسلامية العالمية للمرأة والطفل إحدى هيئات المجلس الإسلامي العالمي للدعوة والإغاثة. كانت مرشحة جماعة الإخوان المسلمين بانتخابات مجلس الشعب المصري في العام 2005 عن دائرة مدينة نصر بشرق القاهرة، إلا أنه جرى تزوير ضدها وقد حكمت المحكمة ببطلان الانتخابات في دائرتها.

## الميلاد
ولدت مكارم الديري في عام 1950 بمحافظة بني سويف.

## التعليم
- درست «الديري» بمدارس محافظة بني سويف حتى انتهاء المرحلة الثانوية.
- انتقلت إلى القاهرة عام 1969 لتلتحق بكلية الدراسات الإسلامية.
- تخرجت عام 1973 بين أوائل قسم اللغة العربية
- حصلت علي الماجستير عام 1981 في الأدب العربي برسالتها (أثر البادية في الشعر الجاهلي)
- نالت «الديري» درجة الدكتوراة عام 1987 بعد مناقشة رسالتها (الإسلاميات في شعر حافظ وشوقي).

## أسرتها
تمت خطبتها إلى إبراهيم شرف عن طريق صديقه وعمها ممدوح الديري (الأستاذ في كلية العلوم بجامعة الزقازيق) عام 1974. وكان «شرف» أحد الضباط السابقين بالقوات المسلحة المصرية، وشارك فور تخرجه في صد العدوان الثلاثي على مصر عام 1956، ثم استقر عمله على الحدود المصرية في منطقتي العريش والشيخ زويد حتى تم اعتقاله عام 1965، وظل شرف معتقلاً حتى تم الإفراج عنه عام 1974. وتزوج بالدكتورة مكارم الديري في عام 1975، ولهما ستة أبناء هم محمد وأمير ومهند وجهاد وحنان وأماني. كان شرف قياديا بارزا بجماعة الإخوان المسلمين وعضوا بمكتب الإرشاد، وتٌوفي زوجها في سبتمبر من العام 2000.

## نشاطها العلمي والدعوي
شاركت مكارم الديري في العديد من الهيئات العلمية والدعوية مثل رابطة الأدب الإسلامية العالمية، ووحدة البحوث باللجنة الإسلامية العالمية للمرأة والطفل التابعة للمجلس الإسلامي العالمي للدعوة والإغاثة.
وشاركت في عدة مؤتمرات بأوراق بحثية في مجال المرأة والطفل منها:
- ميثاق الأسرة في الإسلام وبناء المجتمعات الرشيدة.[4]
- الوظائف الفطرية للمرأة وقضية العنف.[5]
- بين ميثاق الطفل في الإسلام والمواثيق الدولية - رؤية نقدية.[6]

## مؤلفاتها
أصدرت مكارم الديري عدة مؤلفات عن الأدب والمرأة منها:
- الروافد الأدبية في عصر صدر الإسلام (كتاب).
- التيارات الأخلاقية في النقد عند العرب (كتاب).
- ديوان رسائل إلى شهيد.. رؤية نقدية إسلامية (كتاب).
- منهج الآمدي في شرح شواهد الموازنة (كتاب).
- الأدب الإسلامي بين النظرية والتطبيق (كتاب).
- أدب المرأة المعاصرة.. رؤية نقدية إسلامية (كتاب).

## نشاطها السياسي
كانت السياسة العامة لجماعة الإخوان المسلمين بمصر تقوم على عدم الزج بنساء الجماعة في معترك السياسة، نظرا لما كانت تواجهه الجماعة من تضييق وملاحقات في عهد حسني مبارك. إلا أنه في عام 2005 أعلنت الجماعة ترشيحها للدكتورة مكارم بانتخابات مجلس الشعب المصري عن دائرة مدينة نصر بشرق القاهرة، وبالفعل أُعلن فوزها ثم تم تزويرا ضدها ليُعلن فوز خصمها مرشح الحزب الوطني الحاكم آنذاك. ومنذ ذلك الحين ظهر نشاطها السياسي فكانت من أبرز المرشحات لنظام الكوتة الذي تم تخصيصه للمرأة بعد ذلك.

## وصلات خارجية
- موقع الدكتور مكارم من موقع أرشفة الإنترنت
- مكارم الديري لـ الشرق الأوسط: وصول سيدة لعضوية الإرشاد مرهون بإنهاء الصدام مع الحكومة، جريدة الشرق الأوسط، 25 أكتوبر 2005م
- الديري تفوز بقلوب (مدينة نصر) رغم تزوير الانتخابات!، برلمان، 21 يناير 2007